# Sergei Sergejewitsch Kudenzow
Sergei Sergejewitsch Kudenzow (russisch Сергей Сергеевич Куденцов; * 29. September 1978 in Rostow am Don, Südrussland) ist ein russischer Radrennfahrer.
Nachdem Kudenzow von 2000 bis 2003 jeweils eine Etappe bei der Tour of South China Sea gewonnen hatte, erhielt er 2006 seinen ersten Vertrag bei einem UCI Continental Team, der russischen Mannschaft Premier. Auch in den nächsten Jahren gewann er Abschnitte von Etappenrennen der UCI Asia Tour, darunter vier Etappen der Tour d’Indonesia und zwei weitere Etappen der Tour of South China Sea.

## Erfolge
2003
- eine Etappe Tour of South China Sea

2004
- zwei Etappen Tour of South China Sea

2005
- eine Etappe Tour of South China Sea

2006
- zwei Etappen Tour d’Indonesia

2007
- eine Etappe Tour of Korea
- zwei Etappen Tour of Hainan

2008
- zwei Etappen Tour of South China Sea

2009
- eine Etappe Tour of East Java
- zwei Etappen Tour d’Indonesia

2010
- eine Etappe Melaka Governor Cup
- zwei Etappen und Mannschaftszeitfahren Tour d’Indonesia

## Teams
- 2006 Premier (bis 3. Mai)
- 2006 Marco Polo Cycling Team (ab 3. Juni)
- 2007 Discovery Channel-Marco Polo
- 2008 Trek-Marco Polo
- 2009 Polygon Sweet Nice
- 2010 Polygon Sweet Nice
- 2011 Giant Kenda Cycling Team
- 2012 RTS Racing Team (bis 28. April)
- 2014 Ningxia Sports Lottery Cycling Team